# Liubcha
Liubcha (bielorruso y ruso: Лю́бча; polaco: Lubcz; yidis: לובטש Lubtsh; lituano: Liubčia) es un asentamiento de tipo urbano de Bielorrusia, perteneciente al raión de Navahrúdak de la provincia de Grodno.
En 2018, la localidad tenía una población de 1081 habitantes. Es sede de un consejo rural con una población total de casi dos mil habitantes, que incluye como pedanías 22 aldeas y un jútar.
Se ubica a orillas del río Neman, unos 25 km al noreste de la capital distrital Navahrúdak.

## Historia
Se conoce la existencia del pueblo en documentos desde 1401. En 1581, Jan Kiszka fundó aquí el castillo de Lubcha, en torno al cual se instaló un grupo de socinianos, que en pocos años se convirtieron en una congregación calvinista. En 1590, Segismundo III Vasa otorgó a la localidad el Derecho de Magdeburgo, pasando a ser una ciudad más importante a partir de 1606, cuando fue comprada por la familia noble Radziwiłł, que invitó a asentarse en ella a numerosos habitantes de ciudades de realengo como Minsk o Navahrúdak. En 1612, la imprenta protestante de Piotr Blastus Kmita se trasladó aquí desde Vilna, desarrollándose como centro cultural a lo largo del siglo XVII.
En la partición de 1795 pasó a formar parte del Imperio ruso, que redujo su estatus al de miasteczko, que se organizó como centro administrativo de una vólost en el uyezd de Novogrúdok. En 1921 pasó a formar parte de la Segunda República Polaca, hasta que en 1939 se integró en la RSS de Bielorrusia, que en 1940 estableció aquí la capital de un raión en la óblast de Baránavichi. En 1954 pasó a formar parte de la óblast de Grodno, tras lo cual en 1956 perdió el estatus de capital distrital.
El asentamiento llegó a tener tres mil habitantes a principios del siglo XX, siendo la mitad de sus habitantes en aquella época judíos, quienes contaban con dos sinagogas y su propio cementerio. Sin embargo, la mayoría de estos judíos fueron asesinados por los invasores alemanes, quienes en 1942 construyeron aquí un gueto. En los años posteriores, las autoridades soviéticas no vieron en este asentamiento un lugar de repoblación prioritario, por lo que pasó a ser una localidad prácticamente rural, con una economía basada en un koljós y en el uso turístico del castillo, pese a seguir siendo un asentamiento oficialmente urbano.